# Teucros (fils de Télamon)
Pour les articles homonymes, voir Teucros.
Dans la mythologie grecque, Teucros ou Teucer (en grec ancien Τεῦκρος / Teûkros), fils de Télamon et d'Hésione, est le demi-frère d'Ajax le Grand, selon Homère.
Il fait partie des combattants grecs ayant participé à à la guerre de Troie.

## Mythe
Télamon, combattant Laomédon pour le compte d'Héraclès, a ramené captive Hésione et l'a rendue mère de Teucros, ce qui fait de lui un demi-frère d'Ajax, et mêle également son sang à la famille royale de Troie. Selon certains auteurs, Ajax et Teucros sont frères. 
Il prend part à la guerre de Troie, où il se révèle le meilleur archer du camp achéen grâce à un arc donné par Apollon. Il aurait tué de ses flèches Hector si Zeus n'avait pas rompu la corde de son arc au moment fatidique. Il est compté parmi les guerriers présents dans le cheval de Troie. À son retour, il fonde la ville de Salamine de Chypre et épouse Euné, fille de Cinyras (roi de Chypre).
Dans l’Énéide, lorsque Vénus vient tenter de comprendre les desseins de Jupiter : elle fait allusion aux Romains, que la tradition fait descendre de la population des Troyens par Énée : Virgile le rappelle quand Vénus parle de Teucros, fils de Télamon et d'Hésione, ; puis encore lorsque Didon explique à Énée que Teucros est venu à Tyr au retour des armées du roi Bélos, pour le compte de qui il a combattu à Chypre, où il installa Teucros sur un trône.

## Sources
- Pseudo-Apollodore, Bibliothèque [détail des éditions] [lire en ligne] (III, 10, 8).
- Homère, Iliade [détail des éditions] [lire en ligne] (VIII, 285 et suiv.).
- Hygin, Fables [détail des éditions] [(la) lire en ligne] (XCVII).
- Pausanias, Description de la Grèce [détail des éditions] [lire en ligne] (I, 23, 8 ; II, 29, 4).
- Pindare, Odes [détail des éditions] (lire en ligne) (Néméennes, IV, 46).
- Quintus de Smyrne, Suite d'Homère [détail des éditions] [lire en ligne] (XII, 314 et suiv.).
- Sophocle, Ajax [détail des éditions] [lire en ligne].
- Tryphiodore, Prise de Troie [détail des éditions] (lire en ligne) (v. 170).

### Autres articles
- Statue de Teucros